# Olli Isoaho
Olli Matias Isoaho (Kerava, 2 maart 1956) is een voormalig profvoetballer uit Finland, die speelde als doelman gedurende zijn carrière. Hij beëindigde zijn actieve loopbaan in 1990 bij de Zweedse club Västerås SK.

## Interlandcarrière
Isoaho kwam in totaal veertien keer uit voor de nationale ploeg van Finland in de periode 1980–1986. Hij maakte zijn officiële debuut onder leiding van bondscoach Esko Malm op 25 juni 1980 in de vriendschappelijke uitwedstrijd tegen IJsland (1-1) in Reykjavik. Daarvoor kwam hij al drie keer uit voor de Finse olympische selectie, met wie hij in datzelfde jaar deelnam aan de Olympische Spelen in Moskou. Zijn voornaamste concurrent bij de nationale ploeg was Olavi Huttunen.

## Erelijst
HJK Helsinki
- Fins landskampioen

1978, 1981
- Suomen Cup

1981